# 総神大学校
総神大学校（チョンシンだいがっこう、朝鮮語: 총신대학교、英語: Chongshin University）は、大韓民国の私立大学。本部はソウル特別市銅雀区に所在する。

## 歴史
1901年5月15日、平壌に設立した朝鮮イエス教長老会神学校（別名：平壌神学校）が始まり。設置者は大韓イエス教長老会であり、初代校長には宣教師馬布三悦（Samuel Austin Moffett）が就任する。校舎は大同門横にある馬布三悦の自宅を使用した。最初の学生は邦基昌、キム・ジョンソプ（김종섭）の二人であった。1908年5月12日、マクコミック（Nettie F.McComick、女性）の寄附により平壌のハスグリ（하수구리）100番地に校舎を建設し移転する。1918年、『神学指南』を発刊し、教科書とする。1925年10月、第2代校長にロバート（R.L.Roberts）が就任する。朝鮮イエス教長老会神学校は神社参拝拒否を理由に日帝の弾圧を受け、1938年に廃校となった。
1948年5月、解放後、大韓イエス教長老会総会の決議に基づき、ソウルの南山に長老会神学校として開校する。初代校長には朴亨龍が就任する。長老会神学校は別に建てられた朝鮮神学校と共に一度解体され、1951年5月、大韓イエス教長老会総会神学校となる。校舎は大邱市大新洞に臨時に設置され、初代校長にはキャンプベル（A. Campbell）が就任する。校舎は1953年10月にソウル市中区会峴洞に移された。校舎はさらに1960年3月、南山の大韓神学校に仮移転した後、同年8月22日、龍山区漢江路2街319番地に移り、1965年8月30日、再度、舎堂洞山31番地に移転することになる。
1969年12月27日、4年制正規大学の認可を得て、総会神学大学となる。1975年、校名を総神大学に改名する。1978年、大学院を設置する。1986年、付属幼稚園を設置する。
1995年3月1日、総神大学は総神大学校に校名に改編される。

## 組織

### 学部
- 神学科
- キリスト教教育科
- 英語教育科
- 歴史教育科
- 幼児教育科
- 教会音楽科
- 児童学科
- 社会福祉学科

### 大学院
- 神学大学院
  - 牧会学科
- 一般大学院
  - 神学科　キリスト教教育学科　幼児教育学科　教会音楽学科
- 教育大学院
  - キリスト教教育専攻　英語教育専攻　幼児教育専攻
- 宣教大学院
  - 宣教学専攻
- 牧会神学専門大学院
  - 講解説教学専攻(修士のみ)　牧会相談学専攻　説教学専攻専攻(博士のみ)　教会成長学専攻(博士のみ)　　宣教学専攻(博士のみ)
- 社会福祉大学院
  - 社会福祉学科
- 相談大学院
  - キリスト教相談学科